# Gastransportmethode
De gastransportmethode is een methode van de vastestofchemie die er met name op gericht is een vaste stof in zuivere vorm en zo mogelijk in relatief grote kristallen te verkrijgen.

Schematische weergave van het gastransportproces
Rechts wordt bij lage temperatuur een vluchtige component gevormd
Links wordt de vluchtige component bij hoge T ontleed onder groei van kristallen

## Doel
Gastransport staat toe dat de stof niet alleen gekarakteriseerd kan worden met behulp van Röntgendiffractie, maar dat in het algemeen de kristalstructuur bepaald kan worden. Indien de verkregen kristallen groot genoeg zijn kunnen er vaak nog een aantal andere karakteriseringsmethode worden toegepast, zoals de bepaling van de anisotropie van optische eigenschappen of de elektrische geleidbaarheid of het Hall-effect.

## Methode
De methode berust op het feit dat een chemisch evenwicht meestal wat verschuift bij verandering van de temperatuur. Het te transporteren materiaal, bijvoorbeeld een onzuiver poeder van wolfraamdiselenide WSe2 wordt onder vacuüm in een ampul afgesmolten meestal met een kleine hoeveelheid van een transportmiddel. Jodium is een veelgebruikt voorbeeld, omdat metaaljodiden vaak redelijk vluchtig zijn. De ampul wordt in een oven gelegd die uit twee zones bestaat waarvan de temperatuur afzonderlijk te regelen is en een zekere temperatuurgradiënt wordt aangelegd. Het te transporteren materiaal ligt idealiter aan de koudere kant van de ampul. Er ontstaat een evenwicht:
WSe2(s) + I2(g) ← → vluchtige W- jodiden + Se-damp
De dampen vullen de gehele ampul maar aan de hete kant ligt het evenwicht wat meer naar links. Het gevolg is dat daar de vluchtige jodiden weer gedeeltelijk ontleden en er vast WSe2(s) gevormd wordt, vaak geleidelijk groeiend tot prachtige kristallen. Het vrijgekomen jodium diffundeert weer terug naar de koude kant om zijn transportwerk te hervatten. Het eindresultaat is dat het WSe2 van de koudere naar de warmere kant van de ampul getransporteerd wordt. Onzuiverheden blijven in de regel aan de koude kant achter, tenzij ze zelf ook vluchtige componenten produceren. 
De methode werkt het best als de ligging van het evenwicht dusdanig is dat het transport van laag naar hoog plaatsvindt. Andersom werkt ook wel, maar dan kunnen er allerlei onzuiverheden mee overdestilleren en dat is niet de bedoeling. 
Er zijn varianten op de methode, bijvoorbeeld het toevoegen van een promotor. Dit is een tweede metaal dat samen met het te transporteren metaal een wat vluchtiger molecuul (met een hogere dampdruk) oplevert dan het metaal alleen. Een goed voorbeeld is de toevoeging van een kleine hoeveelheid aluminium bij het transporteren van goud met chloor. Hoewel goud(III)chloride een vluchtige species Au2Cl6 oplevert die transport mogelijk maakt, versnelt de aanwezigheid van Al het proces omdat AuAlCl6 wat vluchtiger is.